# Mauro Saviola

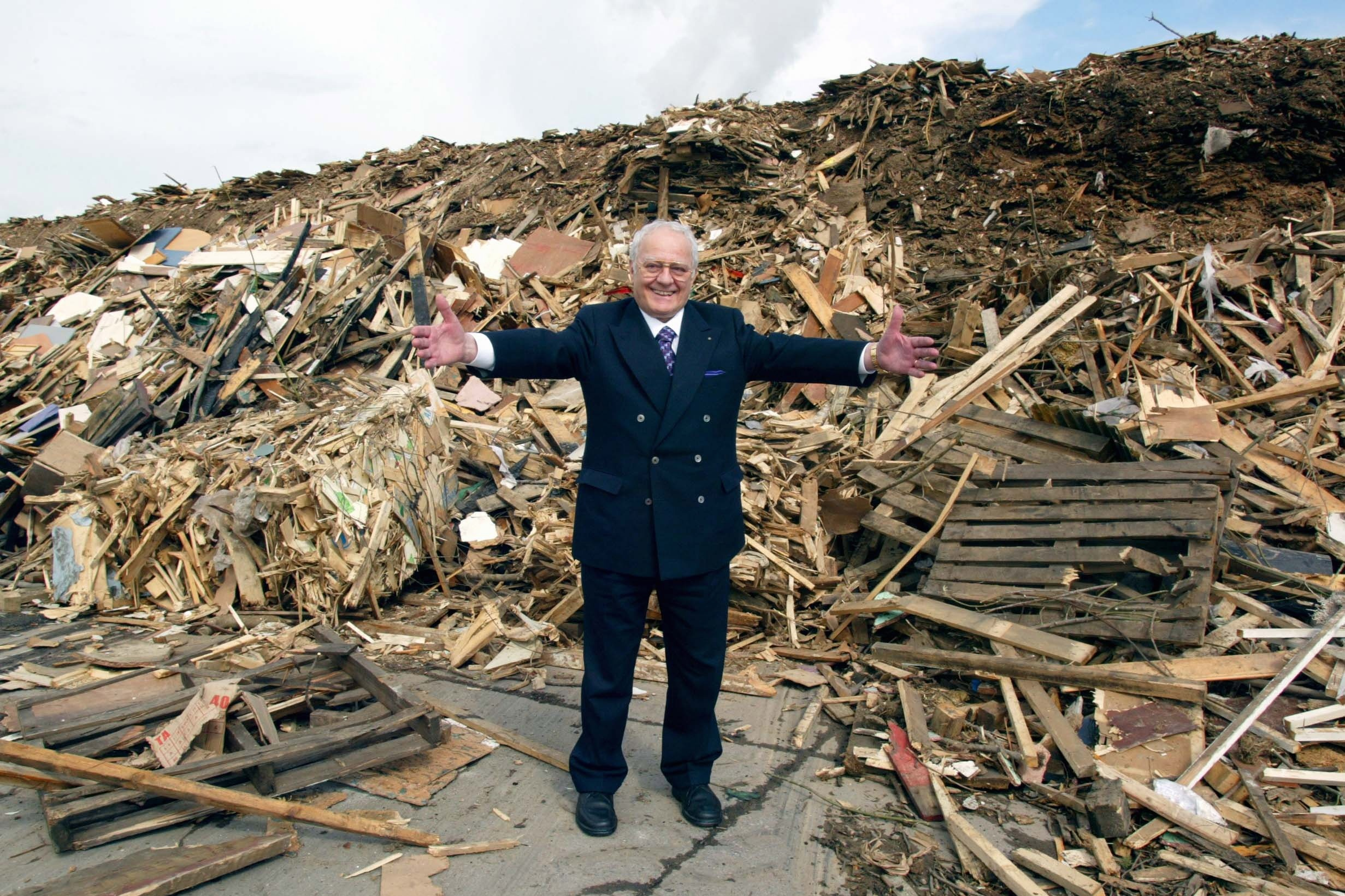
Gruppo Mauro Saviola, sede di Viadana MN
1ª fase del processo produttivo dei pannelli truciolari ecologici: La raccolta del legno.
Nella foto Mauro Saviola con le cataste di legno riciclato.

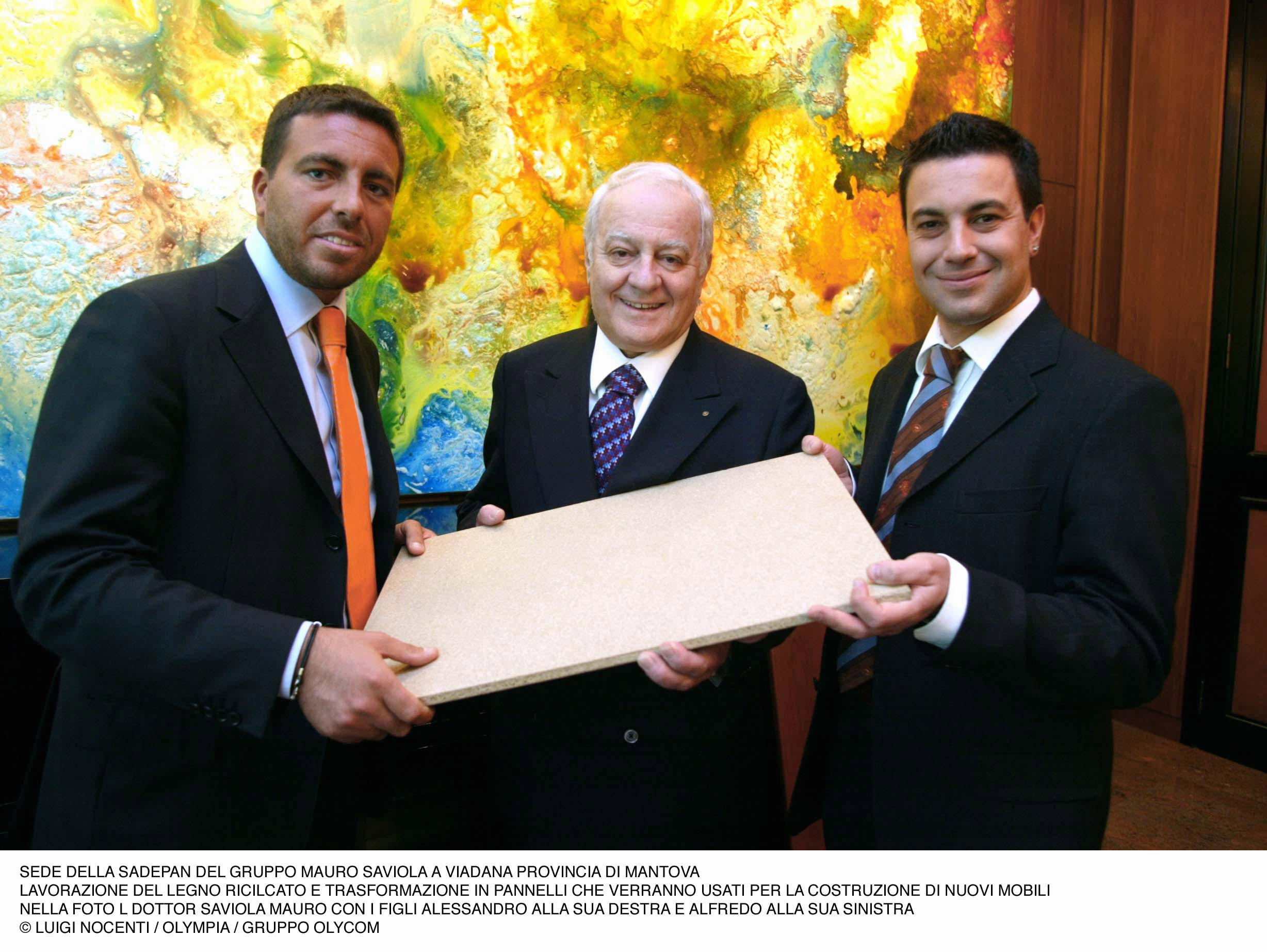
Mauro Saviola con i figli Alessandro (alla sua destra) e Alfredo (alla sua sinistra). Sullo sfondo un'opera dell'artista.

Mauro Saviola (Viadana, 22 maggio 1938 – Viadana, 13 gennaio 2009) è stato un imprenditore italiano.

## Biografia
Mauro Saviola impara a conoscere il legno nella bottega del padre ebanista Alfredo, dove è apprendista falegname già all'età di 11 anni, nel 1949. Siamo nel dopoguerra e la bottega dei Saviola si dedica a costruire manici per scope. Con l'arrivo dell'aspirapolvere i Saviola devono ripiegare sul commercio di legna e carbone per il riscaldamento. Durante un viaggio in Germania Mauro Saviola vede un impianto che sbriciola i rami e pressa i trucioli. Ne ordina uno uguale e, grazie all'aiuto del fratello Angelo e di un cugino, avvia il suo progetto.
Nel 1963 il venticinquenne Mauro Saviola, con due soci e 21 dipendenti, apre la Sadepan per produrre pannelli truciolari realizzati con la ramaglia del pioppo, utilizzando quindi legno di scarto. Infatti la sua famiglia, attiva nel commercio di legname boschivo prevalentemente di pioppi, abbondanti a ridosso del Po, negli anni Sessanta comincia a produrre pannelli. Il primo pannello truciolare esce dalla fabbrica il 13 luglio dello stesso anno.
Dall'inizio degli anni Ottanta, Mauro estende la raccolta della materia prima agli scarti da lavorazioni industriali, per aggredire infine, a partire dai primi anni Novanta, il crescente comparto del legno post-consumo ovvero gli scarti domestici. Nel 1968, su idea dell'Ing. Giuseppe Monici, nasce a Viadana uno stabilimento per ottenere autonomamente il collante e nel 1973 viene fondata la Sadepan Chimica, primo produttore in Italia di colle per legno con basso contenuto di formaldeide. 
Il polo chimico conoscerà negli anni uno sviluppo veloce, diventando primo fornitore nazionale di resine ureiche e melamminiche. L'ultimo degli stabilimenti chimici verrà inaugurato nel dicembre 2003 a Genk, in Belgio. Nel 2000 nasce Composad per produrre mobili in kit. 
Il Gruppo si afferma poi come leader mondiale creando il «pannello ecologico», prodotto usando legno riciclato e quindi ecologico al 100%, come attestato anche dalle numerose certificazioni internazionali di qualità e sicurezza. Il pannello ecologico è stato infatti il primo ad aver ricevuto la prestigiosa certificazione del Forest Stewardship Council “FSC 100% recycled”. 
Fra i testimonial dell'azienda: l'iraniana Shirin Ebadi e l'irlandese Betty Williams. Anche Julia Butterfly Hill è venuta a trovare per due volte Mauro Saviola, durante le varie tappe delle sue campagne ambientaliste.
Dopo quarant' anni di attività, il Gruppo Saviola è leader del Pannello Ecologico per l'arredamento. Mauro Saviola l'ha guidato per cinquant'anni, prima di spegnersi all'età di 70 anni nel 2009, lasciando alla famiglia il compito di guidare il gruppo; con il figlio maggiore Alessandro che ne ha assunto la presidenza. 
L'attuale Saviola Holding prevede una divisione in 3 Business Unit: Legno – Chimica –Mobili in kit
Con 13 stabilimenti attivi in Italia e all'estero (Argentina e Belgio) oltre ad un Design Studio, “Trendcor”, ubicato in Germania.
Mauro Saviola si è dedicato anche alla pittura iniziando a dipingere arte astratta nel 1980 e partecipando a varie mostre. 
Tra le più recenti: Palazzo Ducale "Sale dell'Esedra", Mantova; Galleria "II Rivellino", Ferrara; 1992, Roma Galleria d'Arte CIDA, Rassegna collettiva "Proposte d'Arte '92". 

### Incarichi
È stato nel consiglio di amministrazione di UniCredit Banca d'Impresa e membro dell'Accademia dei Georgofili.

### Onorificenze
Grande ufficiale dell'Ordine al merito della Repubblica italiana
 Commendatore dell'Ordine al merito della Repubblica italiana